# IC 432
IC 432 è una brillante nebulosa a riflessione visibile nella costellazione di Orione.
Si individua con facilità circa mezzo grado a nord della brillante Alnitak, la stella più meridionale del ben noto asterismo della Cintura di Orione; appare circondata da un gran numero di altre nebulose, in particolare dalla vicina IC 431, che appare pochi primi d'arco ad ovest, ed è illuminata da una stella catalogata come HD 37776, una stella subgigante azzurra di classe spettrale B2IV, la cui misura della parallasse, pari a 3,03±0,55 mas, fornisce un valore di distanza pari a circa 330 parsec (1075 anni luce) dal sistema solare, che imprime ai gas della nebulosa un colore marcatamente bluastro. La regione di cielo in cui la nube fisicamente si trova sarebbe la medesima di quella di Alnitak, la quale potrebbe concorrere essa stessa all'illuminazione di tutti i gas circostanti, che appaiono di un colore azzurro pallido; tuttavia, altre misurazioni della parallasse indicano un valore di distanza maggiore, fino a 1600 anni luce di distanza. HD 37776 è anche una stella variabile del tipo SX Arietis, con oscillazioni comprese fra le magnitudini 6,97 e 7,02 nell'arco di circa 1,54 giorni.
La regione è particolarmente ricca di nebulose a riflessione, collocate in massima parte fra Alnilam e Alnitak, che si sovrappongono ad altre regioni nebulose illuminate facenti però parte del Complesso nebuloso molecolare di Orione; queste nubi più remote sono in realtà delle nebulose a emissione associate a giovani stelle calde dai cui gas si sono formate (ossia regioni H II), e si trovano a circa 1500 anni luce dal Sole. In particolare, la regione retrostante comprende alcune aree illuminate della grande nube oscura LDN 1630, che comprende la brillante Nebulosa Fiamma, illuminata da un giovanissimo ammasso aperto di circa 300 componenti, e la nube IC 434, su cui si sovrappone la Nebulosa Testa di Cavallo.